# Carlos Reyna
Carlos Roberto Reyna Gómez (Tacna, Perú, 25 de enero de 1953) es un exfutbolista peruano. Jugaba de defensa y mediocampista, militando en diversos clubes de Perú.
Surgido de las divisiones inferiores del Coronel Bolognesi, en 1973 es mandado a préstamo al club FBC Melgar, equipo con el cual decide permanecer más de seis temporadas.
Un jugador muy correcto tanto dentro como fuera de la cancha. Jugó por la selección peruana y fue parte de la pre lista de convocados previo al mundial de Argentina de 1978, finalmente no llegó a concretarse su asistencia a aquel evento deportivo.
En 1984, nuevamente regresa al club de su ciudad natal, Coronel Bolognesi para retirarse del futbol profesional en 1987, disputando esa temporada en calidad de jugador-entrenador.

## Clubes
| Club              | País | Año       |
| ----------------- | ---- | --------- |
| Coronel Bolognesi | Perú | 1971-1972 |
| FBC Melgar        | Perú | 1973-1979 |
| Coronel Bolognesi | Perú | 1980-1982 |
| Atlético Torino   | Perú | 1983      |
| Coronel Bolognesi | Perú | 1984-1987 |